# AaPanel

aaPanel é um painel de controle de hospedagem para servidores Linux, desenvolvido pela empresa aaPanel Network Technology Co., Ltd. O software oferece uma interface web para configuração e gerenciamento de serviços como servidores web, bancos de dados, e-mails, certificados SSL, tarefas agendadas (cron), e firewall.

## História
O aaPanel foi lançado em 2014 com o objetivo de simplificar a administração de servidores Linux. Com o passar do tempo, passou a incluir suporte a módulos como backup automatizado, firewall integrado e instalação de aplicativos via um sistema de plugins.
Em janeiro de 2025, o software foi adicionado ao Marketplace da DigitalOcean, permitindo a implantação automatizada em servidores virtuais na nuvem.
Segundo a empresa, o painel ultrapassou 3,6 milhões de instalações até março de 2025.

## Funcionalidades
- Gerenciamento de servidores web e bancos de dados (MySQL, PostgreSQL)
- Configuração de domínios e DNS
- Certificados SSL com suporte ao Let's Encrypt
- Tarefas agendadas via cron
- Firewall integrado e suporte a fail2ban
- Instalação de plugins como Docker e servidor de e-mail
- Backup e restauração
- Interface multilíngue

## Edições
- Padrão: versão gratuita com recursos principais
- Pro: versão paga com ferramentas avançadas
- Beta: versão de testes para recursos em desenvolvimento

## Recepção
O painel foi citado em tutoriais e análises de provedores de hospedagem.
A empresa PQ Hosting publicou um guia explicando suas funcionalidades e recursos para uso em VPS.
Em 2025, foi incluído no Marketplace da DigitalOcean, uma das principais plataformas de cloud computing.
O desenvolvedor G. Kibria publicou uma análise técnica após dois anos de uso, destacando vantagens e limitações do painel.